# Gil de Ferran
Gil de Ferran, né le 11 novembre 1967 à Fontenay-aux-Roses, et mort le 29 décembre 2023 à Opa-locka en Floride, est un pilote automobile brésilo-français. Double champion CART en 2000 et 2001, vainqueur de l'Indy 500 en 2003, il fut le directeur sportif de l'écurie Honda en Formule 1 de mai 2005 à juillet 2007, ainsi que le directeur de la compétition de l'écurie McLaren Racing en Formule 1 de 2018 à 2021.

## Biographie
Champion britannique de Formule 3 en 1992 pour le compte du Paul Stewart Racing, Gil de Ferran se voit offrir, en fin d'année, son premier roulage en Formule 1 au volant de la Williams-Renault championne du monde.
En 1993, il accède au championnat international de Formule 3000. Malgré deux saisons au plus haut niveau de la discipline (4e du championnat en 1993 et 3e en 1994) et un test pour l'écurie Arrows, il ne parvient pas à s'ouvrir les portes de la Formule 1, ce qui le conduit à partir aux États-Unis en CART.
Dès sa première saison, au sein de l'équipe de Jim Hall, il remporte un premier succès, sur le sélectif tracé de Laguna Seca. Quatorzième du championnat, il est sacré rookie of the year. En 1996, il remporte une nouvelle victoire, à Cleveland. À partir de 1997, il rejoint le Walker Racing (en), où il se classe deuxième du classement général, derrière Alex Zanardi, tout en se bâtissant une réputation d'éternel malchanceux auquel la victoire échappe souvent de peu. En 1997 et en 1998, il ne remporte pas de succès malgré une présence régulière au haut niveau ; il lui faut attendre 1999 pour renouer avec la victoire.

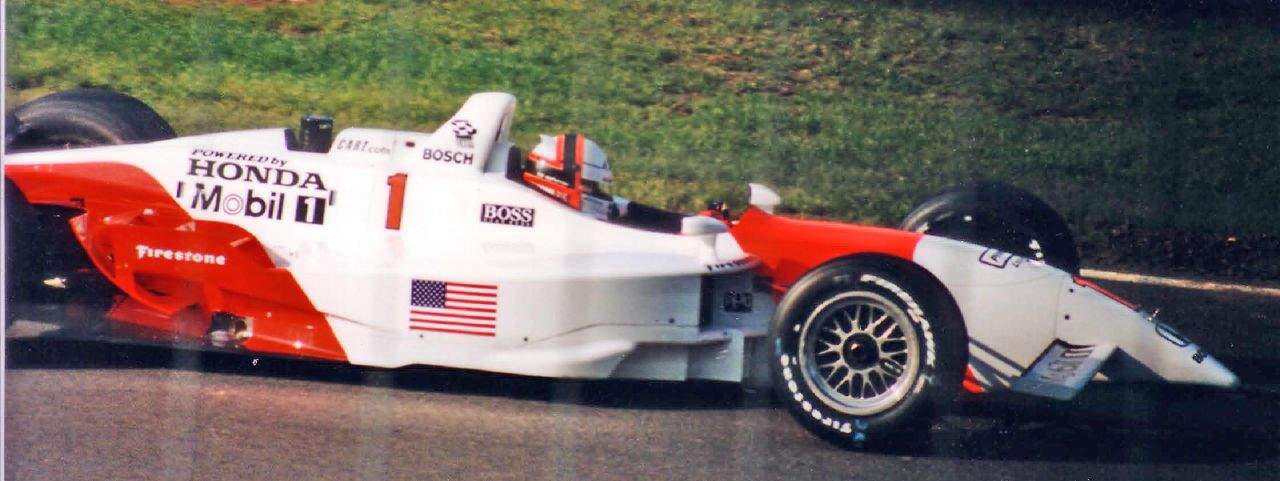
De Ferran dans le championnat CART, en 2001.

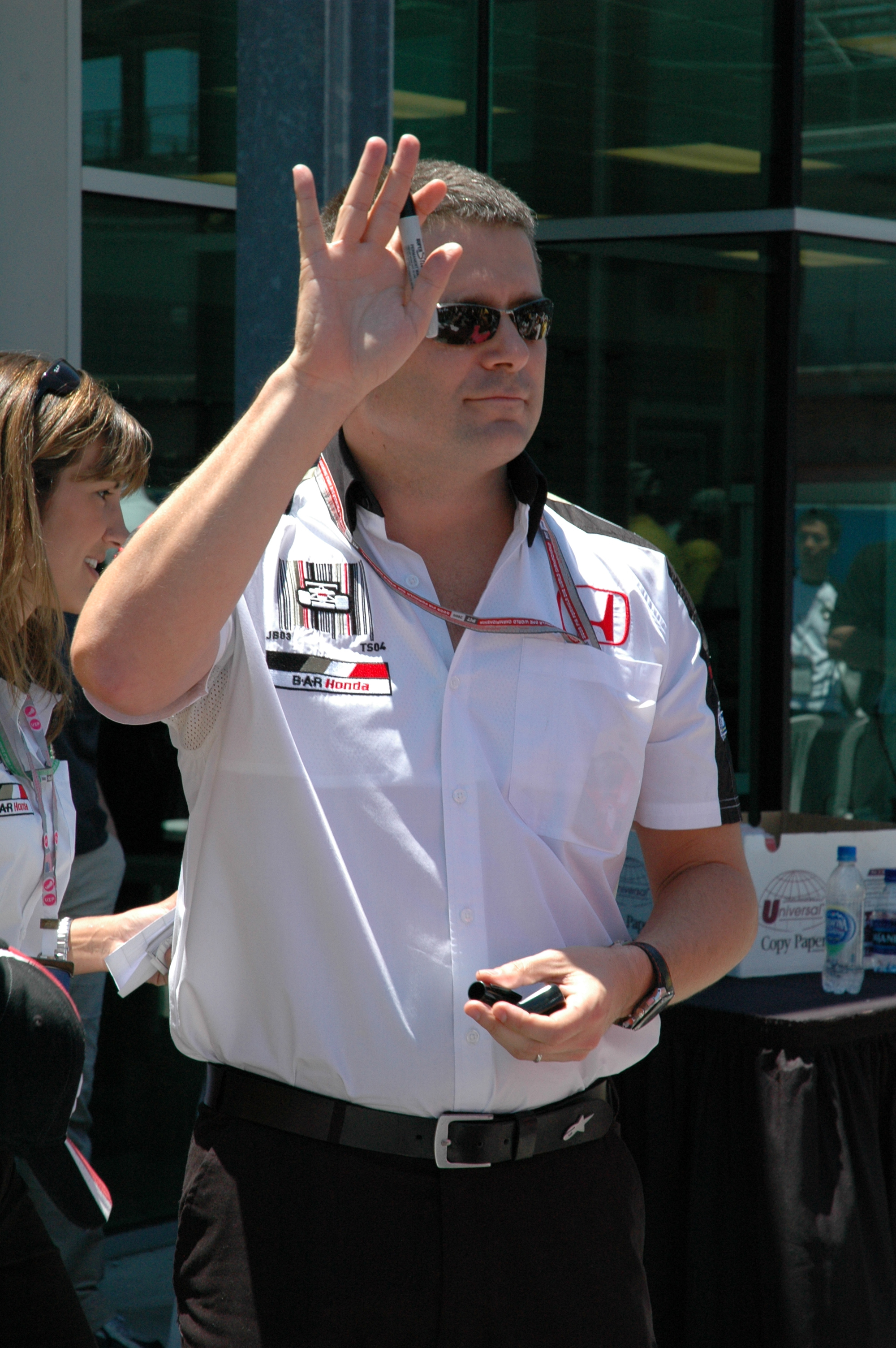
Gil de Ferran en 2005 lors du GP des États-Unis.

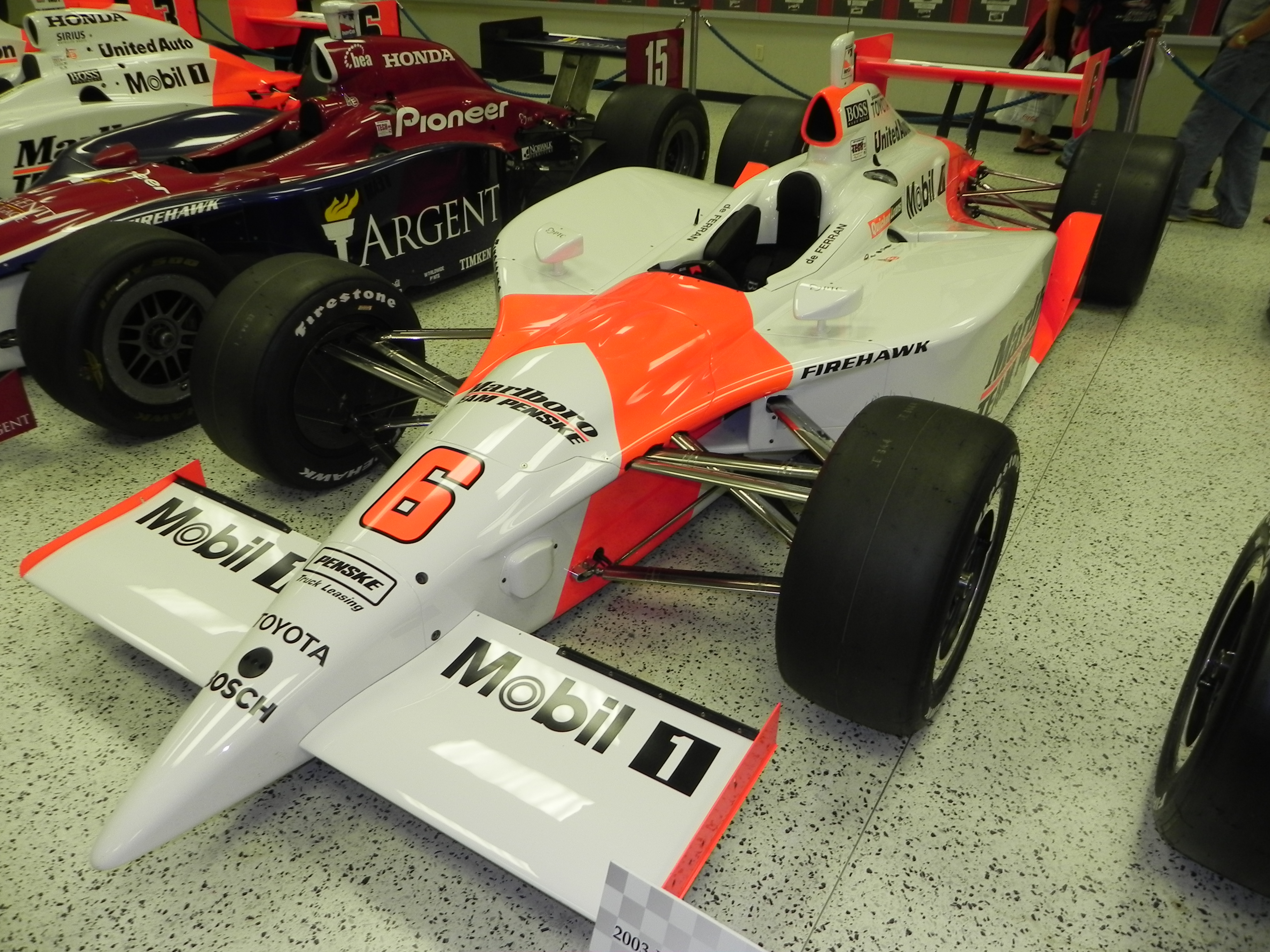
La Panoz-G-Force-Toyota du team Penske Racing, utilisée par de Ferran pour remporter l'Indy 2003 (IMS Hall of Fame Museum).

En 2000, De Ferran est recruté par le Team Penske. Avec deux victoires et une remarquable régularité, le Brésilien remporte son premier titre dans la discipline ; il récidive en 2001. 
À partir de 2002, Gil de Ferran rejoint, avec Penske, les rangs du championnat rival, l'Indy Racing League. Dans cette discipline « tout ovale », les qualités de pilotage de De Ferran s'expriment moins nettement qu'en CART. En outre, deux gros accidents, fin 2002 puis début 2003, l'incitent à songer à la retraite. Il s'impose toutefois aux 500 miles d'Indianapolis. Comme pressenti, il annonce sa retraite sportive au terme de la saison, qu'il conclut par une victoire sur l'ovale du Texas.
Reconverti, en 2004, en tant que consultant pour le compte de la télévision américaine, il retrouve un rôle plus actif au printemps 2005 lorsque BAR-Honda (devenue Honda en 2006) fait de lui son nouveau directeur sportif en Formule 1. Il quitte l'écurie japonaise le 16 juillet 2007 après un désaccord avec son employeur sur les contours précis de sa fonction.
En 2008, il fonde le De Ferran Motorsport et fait son retour à la compétition dans le championnat American Le Mans Series au volant d'un prototype LMP2 Acura. Gil de Ferran pilote pour la dernière fois lors de la dernière manche du championnat American Le Mans Series, le 11 octobre 2009, à Laguna Seca.
À la suite de la démission d'Éric Boullier le 4 juillet 2018, il est nommé directeur de la compétition de McLaren Racing en Formule 1, jusqu'en 2021,.
Gil de Ferran meurt le 29 décembre 2023 à Opa-locka en Floride à 56 ans à la suite d'un arrêt cardiaque.

## Carrière
- 1991 : Formule 3 britannique
- 1992 : Formule 3 britannique (Champion)
- 1993 : Formule 3000 (4e du championnat exæquo, et victoire à Silverstone)
- 1994 : Formule 3000 (3e du championnat, et victoires au Grand Prix de Pau et à Enna-Pergusa)
- 1995 : CART (14e du championnat - 1 victoire)
- 1996 : CART (6e du championnat - 1 victoire)
- 1997 : CART (2e du championnat)
- 1998 : CART (12e du championnat)
- 1999 : CART (8e du championnat - 1 victoire)
- 2000 : CART (Champion - 2 victoires) (Coupe Vanderbilt)
- 2001 : CART (Champion - 2 victoires) (Coupe Vanderbilt)
- 2002 : IRL (3e du championnat - 2 victoires)
- 2003 : IRL (2e du championnat - 3 victoires, dont l'Indy 500)

## Palmarès
- Champion de Grande-Bretagne de Formule 3 en 1992
- Champion du CART en 2000 et 2001 (Coupe Vanderbilt)
- Vainqueur des 500 miles d'Indianapolis 2003